# Christiane Rousseau (Autorin)
Christiane Rousseau (* 20. Oktober 1980 in Ingolstadt als Christiane Hagn) ist eine deutsche Drehbuchautorin und Schriftstellerin.

## Leben
Christiane Rousseau wuchs in Ingolstadt auf. Sie studierte Theater- und Medienwissenschaften, Psychologie und Spanisch an der Friedrich-Alexander-Universität in Erlangen und machte ihren Magister.
2005 zog Christiane Rousseau nach Berlin. Nach zwei Jahren bei der Produktions- und Verleihfirma Mitosfilm wechselte sie zur neuen deutschen Filmgesellschaft, wo sie von 2007 bis 2012 im Bereich Stoffentwicklung und als Junior Producerin tätig war.
Als Schriftstellerin ist sie im Genre Unterhaltungsliteratur angesiedelt. 2010 veröffentlichte Christiane Rousseau ihren ersten Roman Mein Herz ist ein Idiot. Ihre 33 unterschiedlichen Versuche, Männer kennenzulernen, verarbeitete sie 2011 in Auf Männerfang. 33 verrückte, halsbrecherische und ambitionierte Versuche, den Mann fürs Leben zu finden. Anschließend schrieb sie Glück to go. 20 kompromisslose Selbstversuche, die tägliche Dosis Glück zu finden.
Im November 2012 zog sie nach Pulau Weh (Indonesien), wo sie ihre Erfahrungen in dem autobiographischen Reiseroman Macht's gut, ihr Trottel! Ich zieh' dann mal ins Paradies festhielt.
Seit 2014 lebt Christiane Rousseau wieder in Berlin und arbeitet hauptberuflich als Drehbuchautorin für Film und Fernsehen, u. a. für Morden im Norden (ARD), Der Bergdoktor (ZDF) und Die Bergretter (ZDF), für die sie seit 2022 als Headautorin tätig ist.

## Werke

### Prime Time
DIE BERGRETTER
- Die Bergretter, „Im Stich gelassen“, Staffel 17, Folge 7, Drehbuch: Christiane Rousseau, Ausstrahlung Winter 2025, 20:15 Uhr ZDF[3]
- Die Bergretter, „Gespenster“, Staffel 17, Folge 5, Drehbuch: Christiane Rousseau, Ausstrahlung Herbst, 20:15 Uhr ZDF[3]
- Die Bergretter, „Lippenbekenntnisse“, Staffel 17, Folge 4, Drehbuch: Christiane Rousseau & Arndt Stepper, Ausstrahlung Herbst 2025, 20:15 Uhr ZDF[3]
- Die Bergretter, „Seelenfrieden“, Staffel 16, Folge 5, Drehbuch: Christiane Rousseau, Ausstrahlung 12.12.2024, 20:15 Uhr ZDF[3]
- Die Bergretter, „Abschiedsschmerz“, Staffel 16, Folge 3, Drehbuch: Christiane Rousseau, Alexandre Powelz, Ausstrahlung 21.11.2024, 20:15 Uhr ZDF[3]
- Die Bergretter, „Späte Reue“, Staffel 15, Folge 6, Drehbuch: Christiane Rousseau, Ausstrahlung 21.12.2023, 20:15 Uhr ZDF[3]
- Die Bergretter, „Dünnes Eis“, Staffel 15, Folge 5, Drehbuch: Christiane Rousseau und Arndt Stepper, Ausstrahlung 14.12.2023, 20:15 Uhr ZDF[3]
- Die Bergretter, „Höhenfeuer“, Staffel 15, Folge 4, Drehbuch: Christiane Rousseau, Ausstrahlung 07.12.2023, 20:15 Uhr ZDF
- Die Bergretter, „Bruderliebe“, Staffel 15, Folge 2, Drehbuch: Arndt Stepper und Christiane Rousseau, Ausstrahlung 23.11.2023, 20:15 Uhr ZDF[3]
- Die Bergretter, „Grüner Mond“, Staffel 14, Folge 6, Drehbuch: Christiane Rousseau und Arndt Stepper, Ausstrahlung 13.03.2023, 20:15 Uhr ZDF[3]
- Die Bergretter, „Schamlos“, Staffel 14, Folge 4, Drehbuch: Christiane Rousseau, Ausstrahlung 30.03.2023, 20:15 Uhr ZDF[3]
- Die Bergretter, „Altes Eisen“, Staffel 14, Folge 2, Drehbuch: Christiane Rousseau und Jens Urban, Ausstrahlung 16.03.2023, 20:15 Uhr ZDF[3]
- Die Bergretter, „Die Zeit die bleibt“ (Special), Drehbuch: Christiane Rousseau und Thomas Freundner, Ausstrahlung 17.11.2022, 20:15 Uhr ZDF[3]
- Die Bergretter, „Dieses eine Leben“, Staffel 13, Folge 8, Drehbuch: Christiane Rousseau, Ausstrahlung 06.01.2021, 20:15 Uhr ZDF[3]
- Die Bergretter, „Ausgesetzt“, Staffel 13, Folge 5, Drehbuch: Christiane Rousseau, Ausstrahlung 16.12.2021, 20:15 Uhr ZDF
- Die Bergretter, „Verbrannte Erde“, Staffel 13, Folge 4, Drehbuch: Ben Zwanzig & Christiane Rousseau, Ausstrahlung 09.12.2021, 20:15 Uhr ZDF
- Die Bergretter, „14 Stufen“ Staffel 13, Folge 2, Drehbuch: Christiane Rousseau, Ausstrahlung 25.11.2021, 20:15 Uhr ZDF
- Die Bergretter, „Leuchtfeuer“, Staffel 12, Folge 7, Drehbuch: Christiane Rousseau, Ausstrahlung 10. Dezember 2020, 20:15 Uhr ZDF
- Die Bergretter, „Eiskalte Wahrheit“, Staffel 12, Folge 6, Drehbuch: Christiane Rousseau, Jürgen Werner, Ausstrahlung 3. Dezember 2020, 20:15 Uhr ZDF

DER BERGDOKTOR
- Der Bergdoktor – Das Winterspecial „Die dunkle Seite des Lichts“, Staffel 13, Drehbuch: Christiane Rousseau, Ausstrahlung: 2. Januar 2020, 20:15 Uhr ZDF[4]
- Der Bergdoktor, „Zeit des Erwachens“ Staffel 13, Folge 4, Drehbuch: Christiane Rousseau, Ausstrahlung 6. Februar 2020, 20:15 Uhr ZDF
- Der Bergdoktor, „Verlorene Seelen“ Staffel 13, Folge 6, Drehbuch: Marc Hillefeld, Christiane Rousseau, Ausstrahlung 20. Februar 2020, 20:15 Uhr ZDF
- Der Bergdoktor, „Bis nichts mehr bleibt“ Staffel 14, Folge 2, Drehbuch: Christiane Rousseau, Ausstrahlung 28. Januar 2021, 20:15 Uhr ZDF
- Der Bergdoktor, „Atemlos“, Staffel 14, Folge 6, Drehbuch: Christiane Rousseau, Nikolai Müllerschön, Ausstrahlung 4. März 2021, 20:15 Uhr ZDF
- Der Bergdoktor, „Tausendundeine Tag“, Staffel 14, Folge 7, Drehbuch: Christiane Rousseau, Ausstrahlung 11. März 2021, 20:15 Uhr ZDF[3]U.A.:

AM ABGRUND (Morden im Norden 90er), Drehbuch: Christiane Rousseau, Regie: Dirk Pientka; Ausstrahlung: 2. Januar 2024 ARD
DOPPELZIMMER FÜR DREI, Komödie nach einer Drehbuchvorlage von Vanessa Jopp und Christiane Rousseau, 22. März 2018, 20.15 Uhr ZDF

### Vorabend
MORDEN IM NORDEN
- Christiane Rousseau – Drehbuch zu „Morden im Norden“ – Staffel 3, Folge 48: „Tödliche Beobachtung“, 20. Januar 2015, 18:50 Uhr, ARD
- Christiane Rousseau – Drehbuch zu „Morden im Norden“ – Staffel 3, Folge 52: „Dunkles Geheimnis“, 21. November 2016, 18:50 Uhr, ARD
- Christiane Rousseau – Drehbuch zu „Morden im Norden“ – Staffel 4, Folge 13: „Aschenputtel“, 6. Februar 2017, 18:50 Uhr, ARD
- Christiane Rousseau – Drehbuch zu „Morden im Norden“ – Staffel 4, Folge 15: „Hass“,  20. Februar 2017, 18:50 Uhr, ARD
- Christiane Rousseau – Drehbuch zu „Morden im Norden“ – Staffel 5, Folge 1:  „Liebesblind“, 9. April 2018, 18:50 Uhr, ARD
- Christiane Rousseau – Drehbuch zu „Morden im Norden“ – Staffel 5, Folge 3:  „Zweite Chance“, 23. April 2018, 18:50 Uhr, ARD
- Christiane Rousseau – Drehbuch zu „Morden im Norden“ – Staffel 5, Folge 11: „Der letzte Kuss“, 1. Oktober 2018, 18:50 Uhr, ARD
- Christiane Rousseau – Drehbuch zu „Morden im Norden“ – Staffel 5, Folge 12: „Dornröschen“, 8. Oktober 2018, 18:50 Uhr, ARD
- Christiane Rousseau – Drehbuch zu „Morden im Norden“ – Staffel 6, Folge 3: „Vergiss mein nicht“, 7. Oktober 2019, 18:50 Uhr, ARD
- Christiane Rousseau – Drehbuch zu „Morden im Norden“ – Staffel 6, Folge 11: „Vollgas“, 25. November 2019, 18:50 Uhr, ARD
- Christiane Rousseau – Drehbuch zu „Morden im Norden“ – Staffel 6, Folge 16: „Befangen“,  16. November 2020, 18:50 Uhr, ARD
- Christiane Rousseau – Drehbuch zu „Morden im Norden“ – Staffel 7, Folge 6: „Das Geständnis“, 28. Dezember 2020, 18:50 Uhr, ARD
- Christiane Rousseau – Drehbuch zu „Morden im Norden“ – Staffel 7, Folge 12: „Mitten ins Herz“, 8. Februar 2021, 18:50 Uhr, ARD
- Christiane Rousseau – Drehbuch zu „Morden im Norden“ – Staffel 7, Folge 16: „Ausgesetzt“, 8. März 2021, 18:50 Uhr, ARD
- Christiane Rousseau – Drehbuch zu „Morden im Norden“ – Staffel 8, Folge 3: „Goldener Schuss“, Ausstrahlung 24.01.2022, 18:50 Uhr, ARD
- Christiane Rousseau – Drehbuch zu „Morden im Norden“ – Staffel 8, Folge 7: „Hab mich lieb“, Ausstrahlung 21.02.2022, 18:50 Uhr, ARD
- Christiane Rousseau – Drehbuch zu „Morden im Norden“ – Staffel 9, Folge 6: „Abgetaucht“, Ausstrahlung 17.04.2023, 18:50 Uhr, ARD
- Christiane Rousseau – Drehbuch zu „Morden im Norden“ – Staffel 9, Folge 9: „Das perfekte Opfer“, Ausstrahlung 27.03.2023, 18:50 Uhr, ARD[3]
- Christiane Rousseau – Drehbuch zu „Morden im Norden“ – Staffel 10, Folge 2: „Letzte Lieder“, Ausstrahlung 29.01.2024, 18:50 Uhr, ARD[3]
- Christiane Rousseau – Drehbuch zu „Morden im Norden“ – Staffel 10, Folge 6: „Ersatzfamilie“, Ausstrahlung 26.02.2024, 18:50 Uhr, ARD[3]
- Christiane Rousseau – Drehbuch zu „Morden im Norden“ – Staffel 11, Folge 14: „Ruhe Sanft“, Ausstrahlung n.n., 18:50 Uhr, ARD[3]

### Bücher (als Christiane Hagn)
- Auf Männerfang, Verlag Schwarzkopf & Schwarzkopf, Berlin 2011, ISBN 978-3-86265-015-6.
- Glück to Go, Verlag Schwarzkopf & Schwarzkopf, Berlin 2012, ISBN 978-3-86265-057-6.
- Machts gut, ihr Trottel!: Ich zieh dann mal ins Paradies, Verlag Eden Books, Hamburg 2013, ISBN 978-3-944296-22-7.